# 珀拉帕·斯里卡琼德查
珀拉帕·斯里卡琼德查（羅馬化：Porapat Srikajorndecha，1995年1月25日—），昵称Tre，泰國男演員兼模特，為泰國One 31電視台旗下藝人。代表作有《星途叵测》、《铁血双雄》、《命中注定我爱你》、《丘比特的时间》。

## 早年经历
2015年，珀拉帕参加了「ASNI MAN & WOMAN」选秀比赛并获得一等奖，开始慢慢接触演艺圈。后来，他成为One 31的新生代演员，在通过大约1-2年的培训后，才获得了在《命中注定我爱你》中演戏的机会。2019年，在《铁血双雄》首度出演男主角。

## 影视作品

### 电视剧
| 首播年份 | 剧名               | 角色             | 播放平台 | 性质 |
| -------- | ------------------ | ---------------- | -------- | ---- |
| 2017年   | 《命中注定我爱你》 | Taya             | One 31   | 配角 |
| 2018年   | 《谜情纹字》       | Thongnok（少年） | One 31   | 配角 |
| 2018年   | 《爱之丝虑》       | Pakinai          | One 31   | 配角 |
| 2018年   | 《星途叵测》       | Peesang          | One 31   | 配角 |
| 2019年   | 《铁血双雄》       | Ravit            | One 31   | 主演 |
| 2019年   | 《星途叵测2》      | Peesang          | One 31   | 主演 |
| 2020年   | 《班灿小姐》       | Top              | One 31   | 主演 |
| 2022年   | 《邱比特的時間》   | Time             | One 31   | 主演 |

## 外部連結
- 珀拉帕·斯里卡琼德查於One 31的簡介 （页面存档备份，存于）（泰文）
- 珀拉帕·斯里卡琼德查的Instagram帳戶
- 珀拉帕·斯里卡琼德查在豆瓣上的资料（简体中文）
- 珀拉帕·斯里卡琼德查在互联网电影资料库（IMDb）上的資料（英文）